# Mahmoud El-Hajj
Mahmoud El-Hajj (arabisk: محمود الحاج; født 13. februar 1987) er en fodboldspiller af libanesisk og palæstinensisk herkomst. 

## Baggrund
Han er født af palæstinensisk-libanesisk forældre, der kom til Danmark fra Libanon.

## Karriere
I sin første tid i AaB var Mahmoud El-Hajj fuldtidsproffessionel.
Han skiftede i juni 2007 i en alder af 20 år til FC Hjørring i 2. division på en fri transfer, hvor han skrev under på en toårig kontrakt. Ved siden af fodbolden havde El-Hajj også et civilt job.
Han skiftede i juli 2009 tilbage til AaB, hvor han tørnede ud for klubbens reserver.